# Nolan Roux
Nolan Roux (Compiègne, 1 de março de 1988) é um futebolista francês que atua como atacante. Atualmente, joga pelo Nîmes.

## Carreira
Roux começou a carreira no SM Caen.